# Marisa González
Pour les articles homonymes, voir Gonzalez.
Marisa González, née María Luisa González González à Bilbao, le 18 juillet 1943, est une artiste multimédia espagnole, figure majeure de l'art féministe et pionnière de l'art électronique.

## Biographie
Née à Bilbao, elle étudie le piano au Conservatoire supérieur de musique. En 1967, elle part à Madrid pour étudier à l'école supérieure de l'Académie royale des Beaux-Arts de San Fernando. Elle participe aux luttes estudiantines contre la dictature franquiste, qui revendiquent la refonte des études et le recrutement d'artistes contemporains comme Eusebio Sempere. En 1971, elle part aux États-Unis pour étudier à l'École de l'Art Institute of Chicago pendant deux ans. Elle se spécialise dans les nouvelles technologies appliquées aux pratiques artistiques dans le département de Generative Systems (en). Elle est l'élève de Sonia Sheridan. Aux États-Unis, elle découvre la lutte pour les droits civiques, thématique qu'elle incorpore dans son œuvre.
En 1974, elle est à Washington pour étudier à la Corcoran School of the Arts and Design (en). Elle en sort diplômée en 1976. Durant ces deux années, elle s'engage dans le mouvement féministe avec sa professeure et artiste féministe Mary Beth Edelson. Elle réalise des travaux collaboratifs qui combinent photographie et performances pour dénoncer les violences de genre. En 1975, son œuvre La Descarga comprend de nombreux panneaux réalisés avec des photocopies réalisées avec une photocopieuse thermique à infrarouge.
En 1981, elle réalise sa première exposition individuelle à Madrid sous le titre Presencias dans la Galerie Aele. Elle présente ses travaux réalisés avec des photocopies en couleur transférées à autres formats. En 1982, ses travaux sont exposés à la foire internationale d'Art Contemporain Arco, à Madrid.
En 1986, elle participe à l'exposition inaugurale du Musée National Reine Sofia de Madrid Procesos: Cultura y Nuevas Tecnologías avec les travaux de Sonia Sheridan, Marina Abramović.
Dans les années 1990, de nouvelles machines permettent la copie au format Din A1 (594mm x 841mm). Marisa González utilise ces photocopieuses pour sa série La negrona. Elle utilise une image découpée dans un journal de Chicago de 1971, qui représente une femme noire. En utilisant de multiples combinaisons chromatiques et formelles, elle réalise Miradas en el tiempo. Il s'agit d'une réflexion sur les différentes étapes de la vie d'une femme.
En 1992, elle dirige l'Atelier d'Art Actuel, au Cercle de Beaux-Arts de Madrid. Dans cet atelier, elle crée avec ses élèves des installations à partir de fax, dénommées Gare Fax / Fax Station.
En 1995, lors de l'exposition Cuerpo individual, cuerpo social, cuerpo infectado, cuerpo contaminado, à la galerie Sala Rekalde de Bilbao, elle présente une série de portraits réalisés sur ordinateur Lumena.
En 2000, elle s'intéresse à la situation des ouvrières dans les usines. Elle suit pendant un an, la fermeture et le démantèlement d'une usine de pain dans le centre de Bilbao. De même, elle va documenter le démantèlement de la Centrale Nucléaire de Lemóniz. Elle s'intéresse à son architecture, son esthétique comme conteneur, les chaînes de production, les conditions de travail et lres objets qu'elle a pu récupérer.
En 2012, elle est invitée par David Chipperfield, à la Biennale d'Architecture de Venise. Elle présente Common ground dans le Pavillon principal avec ses vidéos Female open space invaders / Ellas, Filipinas (es) sur les conditions de vie et d'exploitations des femmes philippines à Hong Kong. Elle dénonce les effets de la mondialisation postcoloniale qui transfère une main d’œuvre féminine et génère de nouvelles servitudes domestiques.
En 2014, elle fait partie des artistes présentées à l'exposition Généalogie féministe dans l'art espagnol : 1960-2010 dans le musée Museo de Arte Contemporáneo de Castilla y León (es).
En 2015, Rocío de la Villa (es) lui consacre une rétrospective de ses œuvres Registros Domesticados à la Tabacalera de Madrid (es)et au Centro Gallego de Arte Contemporáneo (es) de Saint-Jacques-de-Compostelle,,. Cette exposition retrace 45 ans de productions de l'artiste en trois parties. La première montre les projets de la période 1970-1996, Proyectos colaborativos y nuevas tecnologías. La deuxième présente les travaux des années 1996-2006, sur me monde industriel Arqueologías del sistema industrial: Modernidad y Tardomodernidad. Documentación y archivo. La troisième partie intitulée Evolución postindustrial y explotación laboral présente les œuvres produites sur la période 2008-2014.
En 2018, Female open space invaders / Ellas, Filipinas (es) est présenté à Séoul dans le Musée de Art Contemporain de Séoul, lors de l'exposition Hidden Workers, avec les œuvres de Martha Rosler ou Les Guérilla Girls.
En 2019, ses œuvres font partie de l'exposition internationale Feminismos!, qui a lieu au Centre de Cultura Contemporània de Barcelona, CCCB, centré sur L'Avant-garde Féministe des ans 70.

Sonia Sheridan avec Marisa González dans l'inauguration de Procès dans le Centre d'Art Règne Sofia à Madrid 1986

## Prix
- Prix Mujeres en las Artes Visuales, Mav, 2020[12]